# Meserii murdare
Meserii murdare  este o emisiune de succes a postului TV Discovery, produsă de Pilgrim Films & Television (televiziune din Los Angeles). Episoadele pilot s-au difuzat în anul 2003, iar în 2005 s-a reluat, ca o întreagă serie.
Gazda emisiunii este Mike Rowe și în fiecare ediție experimentează câte o meserie care implică multă mizerie, efort, mirosuri neplăcute, cele mai "murdare meserii". Într-un interviu acordat presei americane, Rowe a declarat că emisiunea este un tribut adus tatălui și bunicului său care au avut astfel de meserii, care pentru unii pot părea înjositoare.
Până în prezent s-au mai produs două variante ale emisiunii, una europeană, avându-l gazdă pe danezul Peter Schmeichel și alta în Australia. Prima coloană sonoră aleasă pentru emisiune a fost piesa "We care a lot", Faithless, ale cărei versuri erau în concordanță cu tema emisiunii. În unul dintre spoturile emisiunii, Rowe spunea că fiecare job va fi și al lui pentru că el caută peste tot, în orice țară, oameni care nu se tem să se murdărească pentru a-și face meseria. Mai mult, el admiră munca acestor oameni, care sunt fericiți că pot câștiga cinstit din aceste meserii.